# Personenschifffahrt auf dem Edersee
Der Beginn der Personenschifffahrt auf dem Edersee reicht zurück bis zur Fertigstellung der Edertalsperre 1914. Seitdem besteht ein Ausflugsverkehr mit Passagierschiffen, der durch zwei Fährlinien für Fußgänger und Fahrradfahrer ergänzt wird.

## Geschichte
Die für August 1914 vorgesehene feierliche Einweihung der Edertalsperre durch Kaiser Wilhelm II. wurde nach Beginn des Ersten Weltkrieges abgesagt, die ersten ebenso neuen Ausflugsschiffe verkehrten bereits auf dem Stausee: Im Vorfeld hatten die Brüder C. und E. Hittorf aus Bonn die erste Personenschifffahrt gegründet und bei der Schiffswerft Jean Stauf zwei Ausflugsboote bestellt. Am 30. April 1914 liefen die beiden 16 Meter langen und für 70 Fahrgäste ausgelegten Boote vom Stapel und nahmen am 10. Mai 1914 den Betrieb auf. Die beiden zunächst Loreley und Sperber benannten Boote erhielten kurze Zeit später die neuen Namen Waldeck und Edergold, mit denen die Eigner die Verankerung in der Region stärker betonten.

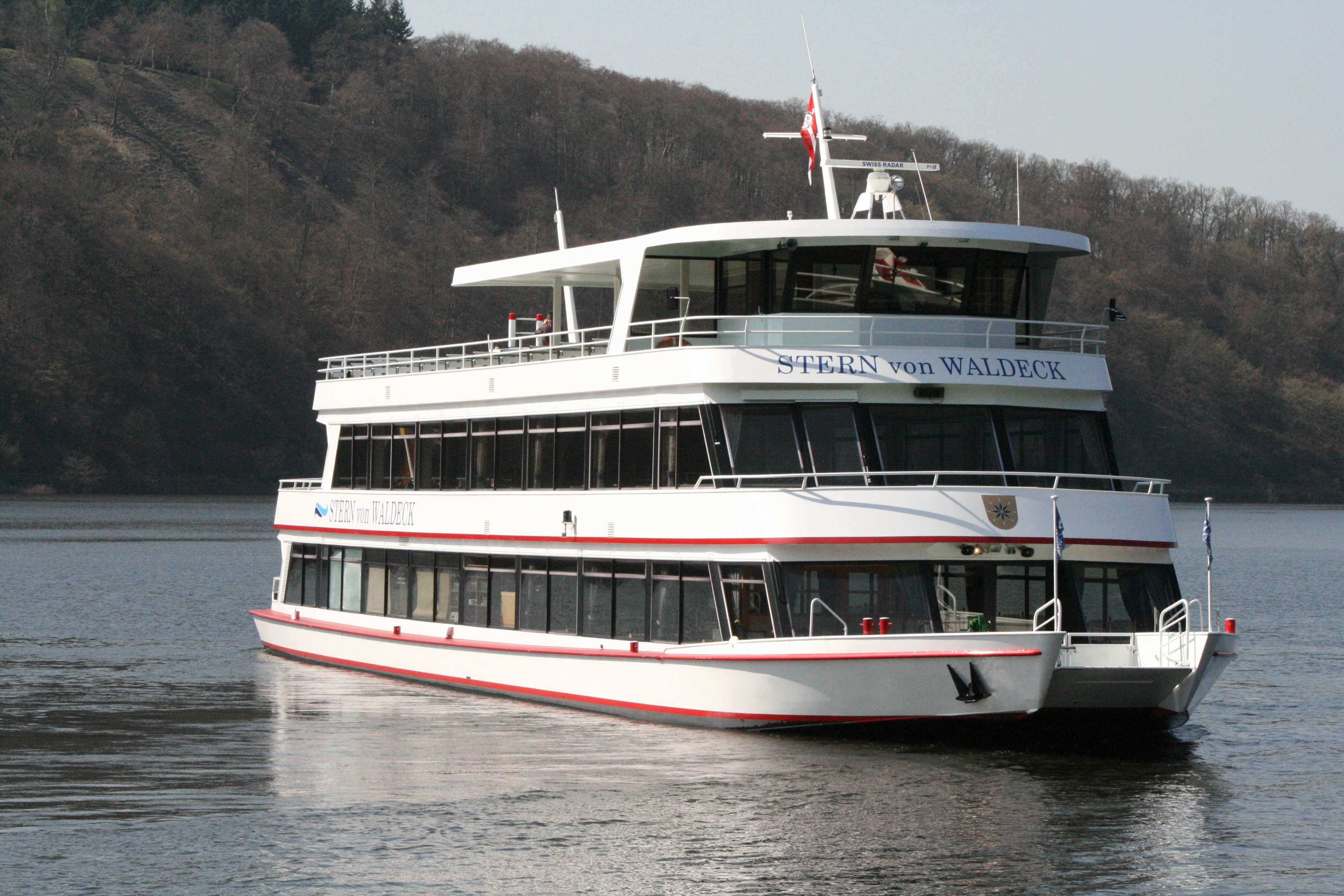
Die Stern von Waldeck

Während die beiden Boote über Jahrzehnte in Dienst blieben – die Edergold bis zur Abwrackung 1983 und die Waldeck bis zum Verkauf 1994 – wechselten die Eigentumsverhältnisse des Schiffsbetriebes häufiger: Die Brüder Hittorf nahmen zunächst Max Nichterlein in das Unternehmen auf, der es anschließend erst mit einem Herrn Roßmüller und von 1924 mit Otto Prinz als Waldecker Motorbootbetrieb bis 1971 weiterführte. Während dieser Jahrzehnte musste der Betrieb nach Beginn des Zweiten Weltkrieges 1939 eingestellt und konnte erst im Juni 1949 wieder aufgenommen werden. Die beiden Ausflugsboote wurden in den 1950er und 1960er Jahren zur Generalüberholung nach Königswinter transportiert und erhielten dabei neue Maschinen.

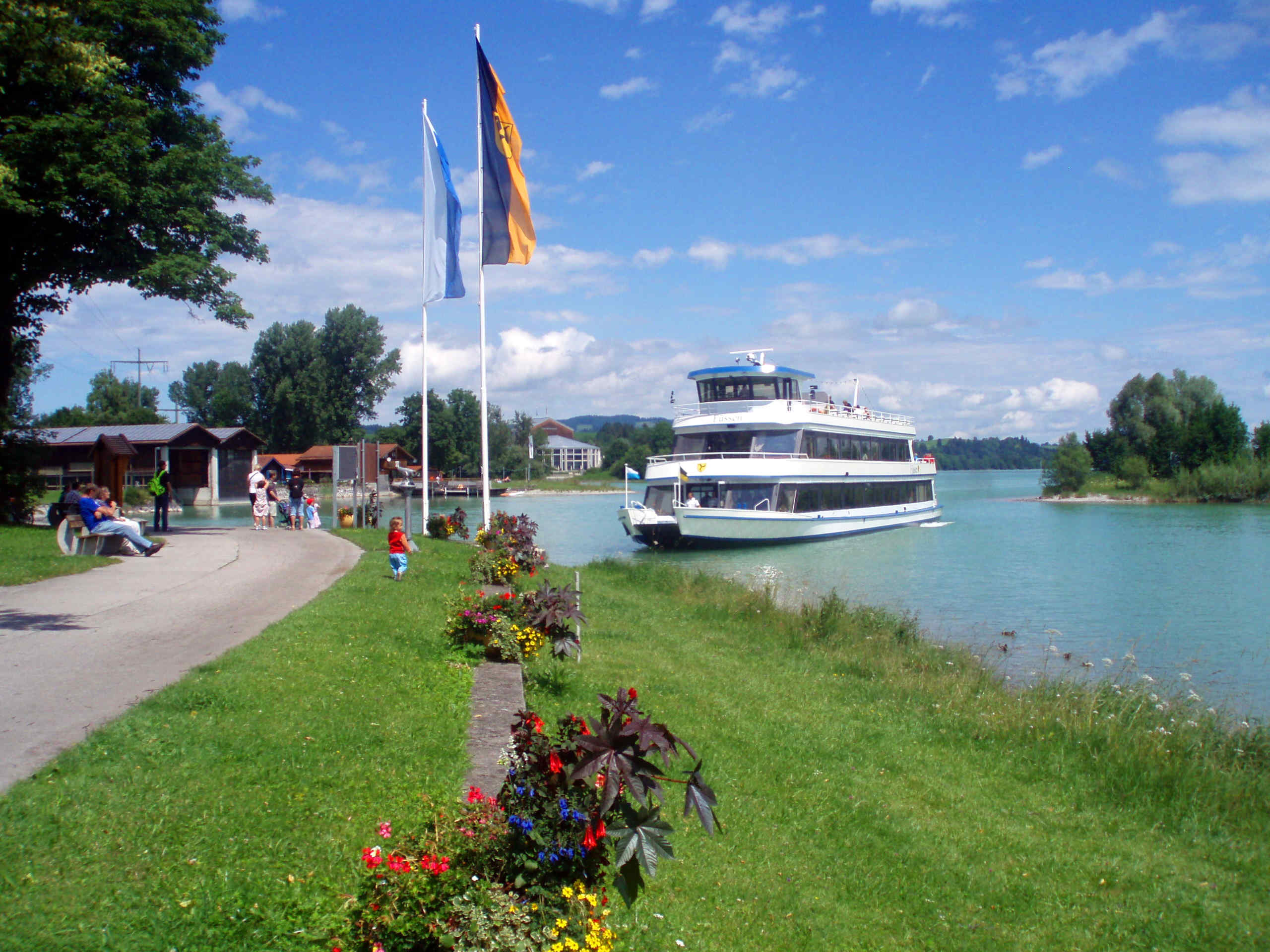
Die frühere Wappen von Edertal

Mit der Übergabe des Betriebes an Hanno Prinz und Adolf Sina am 1. Januar 1971 erhielt das Unternehmen den neuen Namen Waldecker Fahrgastschiffahrt. Die neuen Eigner ergänzten die Flotte 1983 mit der größeren Stadt Waldeck, die 150 Passagiere befördern konnte. Ein Jahr später, 1984 ersetzten sie die alte Edergold durch die angekaufte und 1933 gebaute Edergold 2, die mit knapp 20 Metern nur wenig länger war und 75 Passagiere fasste. Wann Marianne Sina den Betrieb übernahm, ist unklar. Sie verkaufte ihn 1992 an den heutigen Betreiber.

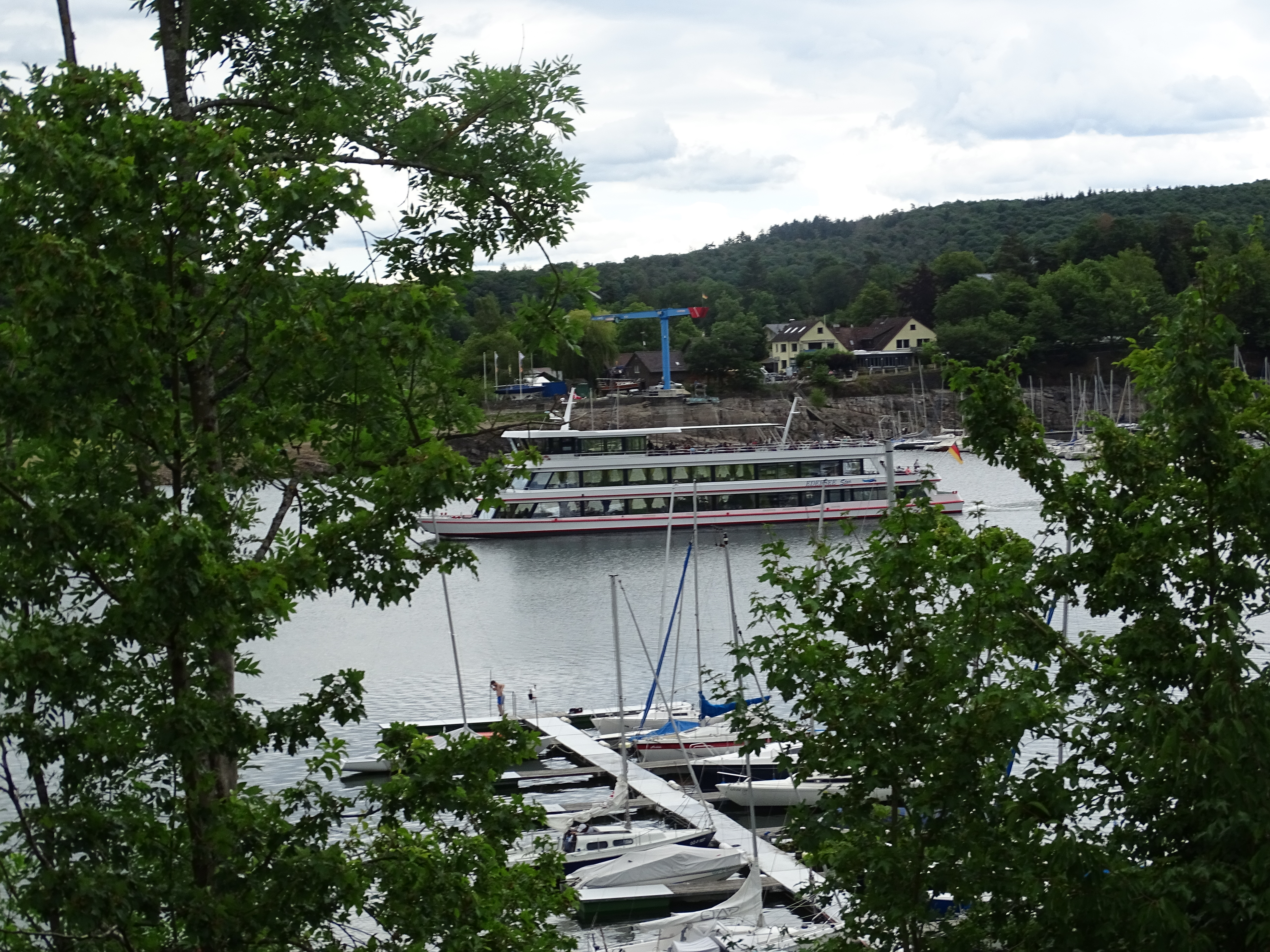
Die Edersee Star

## Personenschiffahrt Edersee seit 1992
Seit der Übernahme durch Wilfried Meyer 1992 firmiert die kleine Flotte auf dem Edersee als Personenschiffahrt Edersee GmbH & Co. Betriebs KG. Der neue Besitzer erneuerte die Flotte grundlegend: Noch im gleichen Jahre wurde die Stadt Waldeck abgewrackt und bei der Lux-Werft in Mondorf wurden zwei deutlich größere Schiffe bestellt. Im Juli 1993 lieferte die Werft zunächst die für 540 Passagiere zugelassene Stern von Waldeck aus, im Juni 1994 folgte die für 450 Passagiere ausgelegte Wappen von Edertal. Im gleichen Jahr wurden die beiden Schiffe Waldeck und Edergold (2) nach Eberswalde und Niederfinow in Brandenburg verkauft. Bereits wenige Jahre später wurde die Wappen von Edertal durch ein noch größeres Schiff ersetzt: Ebenfalls von der Lux-Werft gebaut, ist seit April 2001 die Edersee Star im Einsatz, die 700 Passagiere befördern kann – Zeichen der gestiegenen Passagierzahlen im Ausflugsverkehr. Die Wappen von Edertal wurde zeitgleich an den Forggensee verkauft und ist dort als Füssen im Einsatz.
Die Stern von Waldeck und die Edersee Star verkehren von Anfang April bis Ende Oktober auf dem Edersee. In der Vor- und der Nachsaison (April und Oktober) finden Rundfahrten am Wochenende regelmäßig, an den Wochentagen nach Bedarf statt. In der Haupt- und Nebensaison (Mai bis September) sind die Schiffe täglich unterwegs. Bei Vollstau kann der gesamte See zwischen der Staumauer im Osten und dem Ederzufluss im Westen befahren werden und die beiden Schiffe halten an maximal acht Anlegestellen. Neben den Rundfahrten können die Schiffe auch für Trauungen und Sonderfahrten angemietet werden.

## Fährlinien auf dem Edersee
Neben den beiden Ausflugsschiffen der Personenschiffahrt Edersee gibt es zwei Fährlinien mit Booten für Fußgänger und Fahrradfahrer auf dem Edersee.
Seit 2008 besteht eine Fährverbindung zwischen der Siedlung Rehbach und der zu Nieder-Werbe gehörenden Halbinsel Scheid. Sie verkehrt, abhängig von Wetter und Wasserstand des Sees, von März/April bis September/Oktober täglich. 2008 wurde ein neues Boot Hol über 2 in Betrieb genommen, das mit Solarenergie betrieben wird und zwölf Personen mit Fahrrädern befördern kann.
Eine zweite Fährlinie verkehrt zwischen Asel und Asel-Süd. Auch sie pendelt abhängig vom Wasserstand von Ostern bis September zwischen Asel-Süd und dem Aselstein auf der Vöhler Seeseite. Das Boot kann elf Personen mit Fahrrädern transportieren.

## Liste der Ausflugsschiffe
| Name               | Baujahr | Werft                                 | Länge | Passagiere | Im Dienst auf dem Edersee | Anmerkungen, Verbleib |
| ------------------ | ------- | ------------------------------------- | ----- | ---------- | ------------------------- | --- |
| Waldeck            | 1914    | Schiffswerft Jean Stauf, Königswinter | 16,50 | 00070      | 1914–1994                 | zunächst Loreley getauft, dann umbenannt; 1994 an Fahrgastschiffahrt Neumann in Eberswalde verkauft, kein Einsatz, und 1999/2000 abgewrackt.                                                                 |
| Edergold           | 1914    | Schiffswerft Jean Stauf, Königswinter | 16,50 | 00070      | 1914–1983                 | zunächst Sperber getauft, dann umbenannt; 1983 aus Altersgründen abgewrackt, |
| Stadt Waldeck      | ?       | ?                                     | ?     | 00150      | 1973–1992                 | 1973 angekauft; 1992 aus Altersgründen abgewrackt; |
| Edergold (2)       | 1933    | Schiffswerft Jean Stauf, Königswinter | 19,80 | 00075      | 1984–1994                 | 1933 Heisingen der Verkehrsgesellschaft Baldeneysee, 1967 Fähre Michel, 1984 Ankauf für Edersee, 1994 an Oder-Havel-Schiffahrt in Niederfinow, 2003 Wels auf Elbe und Elde, 2010 an Freizeitpark Wittenberge |
| Stern von Waldeck  | 1993    | Lux-Werft, Mondorf                    | 48,00 | 00540      | seit 1993                 | Neubau für Edersee, 2020 auf Edersee in Fahrt |
| Wappen von Edertal | 1994    | Lux-Werft, Mondorf                    | 38,00 | 00450      | 1994–2001                 | Neubau für Edersee; 2001 Verkauf nach Füssen als Füssen für Forggensee, 2020 in Fahrt |
| Edersee Star       | 2001    | Lux-Werft, Mondorf                    | 48,00 | 00700      | seit 2001                 | Neubau für Edersee, 2020 auf Edersee in Fahrt |